# Euphylliidae
Famille
Euphylliidae est une famille de scléractiniaires (coraux durs).

## Liste sous-taxons
Selon World Register of Marine Species (26 février 2015) :
- genre Catalaphyllia Wells, 1971 — 1 espèce
- genre Ctenella Matthai, 1928 — 1 espèce
- genre Euphyllia Dana, 1846 — 9 espèces
- genre Galaxea Oken, 1815 — 8 espèces
- genre Gyrosmilia Milne Edwards & Haime, 1851 — 1 espèce
- genre Montigyra Matthai, 1928 — 1 espèce
- genre Simplastrea Umbgrove, 1939 — 1 espèce

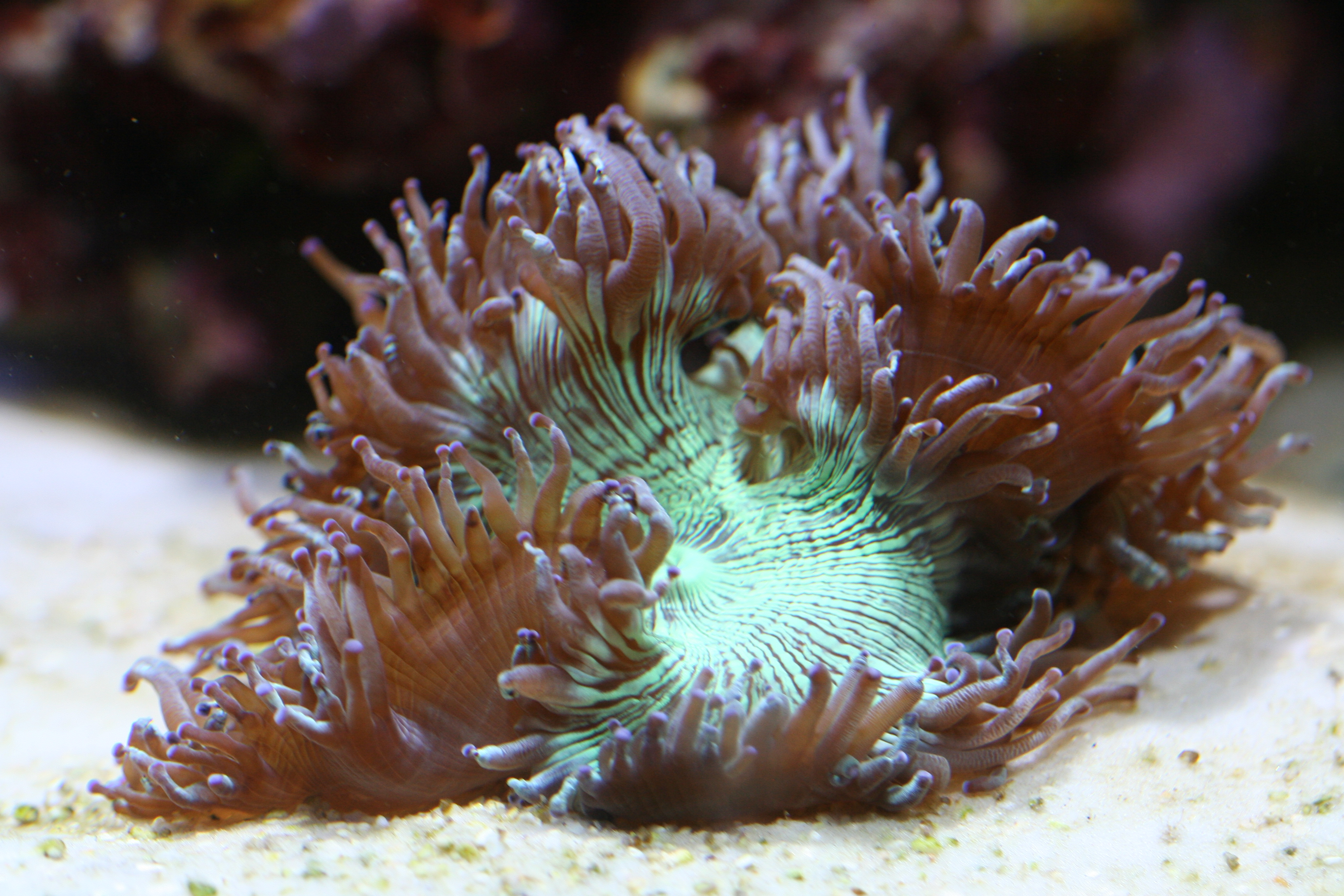
Catalaphyllia jardinei
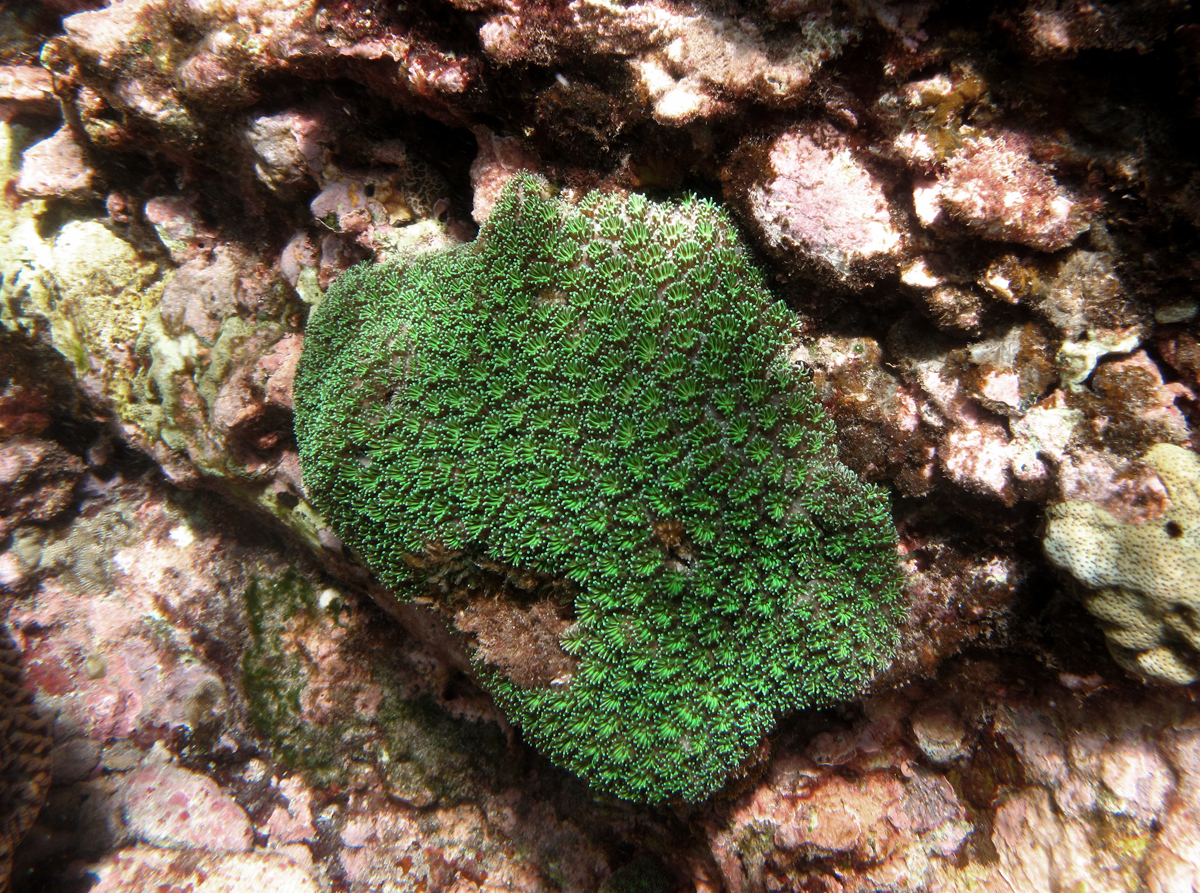
Galaxea fascicularis
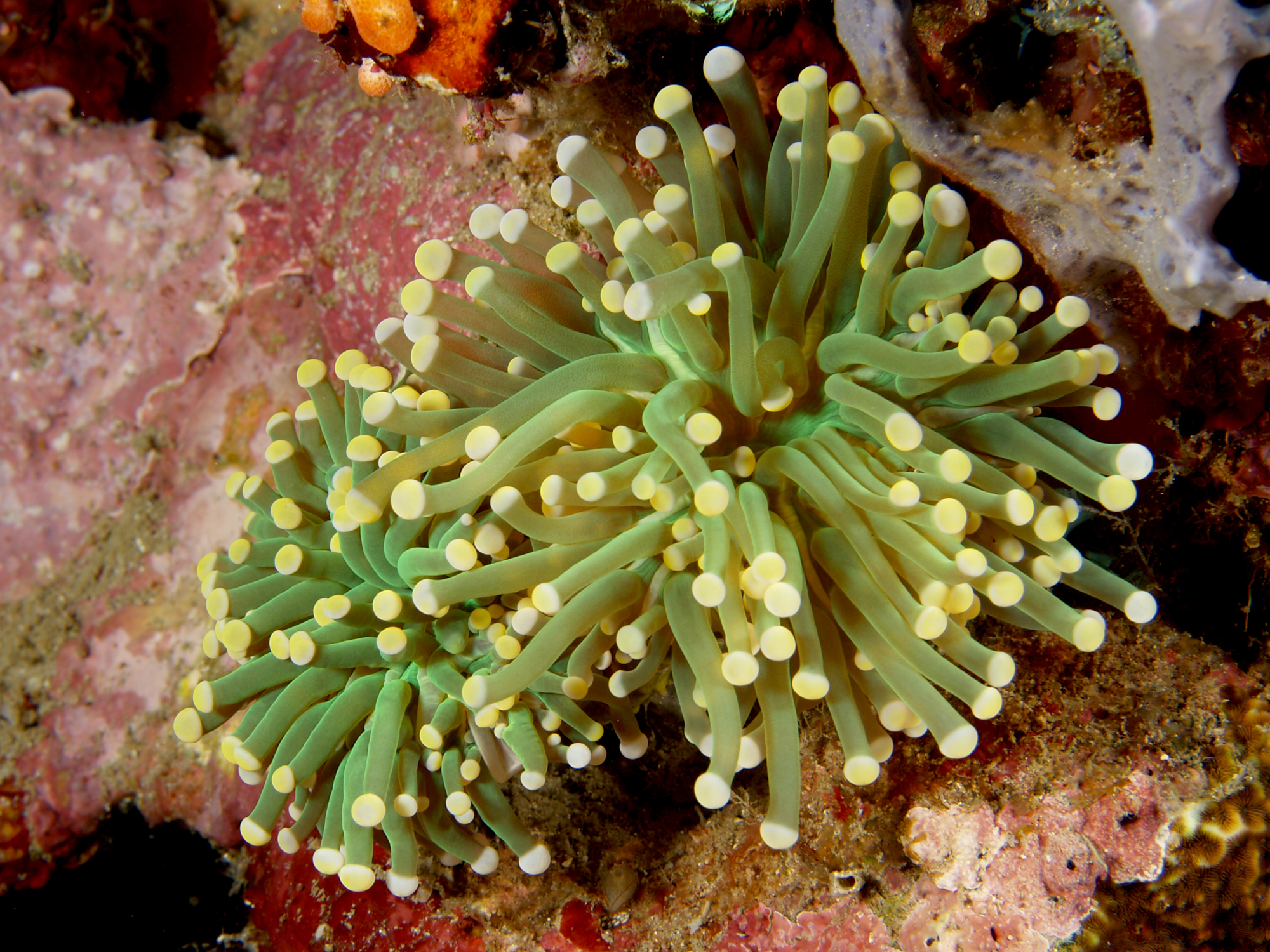
Euphyllia glabrescens